# Only God Forgives
Only God Forgives (Sólo Dios perdona en España y en Hispanoamérica) es una película de suspenso de 2013 escrita y dirigida por Nicolas Winding Refn, protagonizada por Ryan Gosling, Kristin Scott Thomas y Vithaya Pansringarm. Fue filmada en Bangkok, Tailandia.

## Argumento
Julian dirige un club de boxeo tailandés que sirve como tapadera de una poderosa organización ilegal de drogas. A pesar de ser respetado en el submundo criminal, muy en el fondo, se siente solo. Cuando el hermano de Julian aparece muerto en Bangkok tras violar y asesinar a una chica de 16 años, la policía recurre al agente retirado Chang, conocido como el Ángel de la Venganza.
La madre de Julian, Crystal, verdadera cabecilla de la organización criminal, le ordena a su hijo que dé caza al asesino de su hermano. Julian termina por retar al Ángel de la Venganza en un combate de boxeo, donde espera derrotarlo al fin y hallar así la paz espiritual, pero Chang triunfa. Crystal, furiosa, planea una venganza que supondrá un sangriento viaje a través de la traición hacia una confrontación final y la posibilidad de redención.

## Reparto
- Ryan Gosling como Julian:[3] interpreta a un estadounidense que vive en Bangkok y es «una figura respetada en el submundo del crimen».[8] Gosling entró en negociaciones para protagonizar el filme en junio de 2011, después de que Luke Evans rechazara el papel por problemas de agenda con otro proyecto, El hobbit.[9] Para el papel, Gosling tomó clases de Muay Thai a modo de preparación. El entrenamiento incluía sesiones de dos o tres horas diarias, en el cual también participó Refn.[10] Gosling y Refn habían trabajado juntos anteriormente en la película de cine negro Drive (2011).
- Kristin Scott Thomas como Crystal:[3] es la madre de Julian, descrita como «una madrina mafiosa aterradora y sin piedad».[8] Scott Thomas hizo el casting en mayo de 2011.
- Vithaya Pansringarm como Chang, el Ángel de la Venganza.[11]
- Tom Burke como Billy.[12]
- Rathar Phongam (Yaya-Ying) como Mai.
- Gordon Brown como Gordon. Gordon Brown ya había interpretado un papel secundario en la película de Refn Valhalla Rising.

## Producción
Refn ha declarado que «desde el principio, tuvo la idea de producir un thriller a la manera de un western, en el Lejano Este, con un moderno héroe-cowboy.» Originalmente planeó dirigir Only God Forgives después de Valhalla Rising (2009), pero aceptó la petición de Gosling para dirigir Drive en primer lugar.
Gosling ha descrito el guion de Only God Forgives como «la cosa más extraña que he leído jamás, y no hace sino volverse todavía más extraña». Al igual que Drive, Only God Forgives supuso un rodaje cronológicamente extenso y las escenas solían ir a montaje el mismo día en que se rodaban.
Refn creó una conexión entre Drive y Only God Forgives, alegando que esta última «es en cierta manera una continuación de ese lenguaje. Está basada en emociones reales, pero ambientada en una realidad exagerada. Es un cuento de hadas». En un principio, el personaje principal fue concebido como inglés, pero finalmente se decidió que Julian fuese estadounidense.
La película fue seleccionada para competir por la Palma de Oro en el Festival de Cannes. Parte del material fotográfico de una de las escenas fue proyectada en este mismo festival en 2012.